# Parascotia
Genre
Parascotia est un genre de Lépidoptères de la famille des Erebidae et de la sous-famille des Boletobiinae,. Ce genre a été décrit en 1825 par Jakob Hübner.

## Liste des espèces
Selon GBIF (18 mars 2023) :
- Parascotia arabica (Hacker, 2011)
- Parascotia cognata Staudinger, 1892
- Parascotia detersa (Staudinger, 1892)
- Parascotia diagramma (Hampson, 1914)
- Parascotia endemica Hacker & Saldaitis, 2019
- Parascotia fuliginaria (Linnaeus, 1761)
- Parascotia indecora Hacker, Fiebig & Stadie, 2019
- Parascotia lamprolophoides Hacker, 2019
- Parascotia lorai Agenjo, 1967
- Parascotia nigricans Matsumura, 1925
- Parascotia nisseni Turati, 1905 - la Petite Inégale
- Parascotia robiginosa Staudinger, 1891

## Systématique
Le nom valide complet (avec auteur) de ce taxon est Parascotia Hübner, 1825.
Parascotia a pour synonymes :
- Boletobia Boisduval, 1840
- Bolitobia Agassiz
- Kara Matsumura, 1925